# Wilsonianismo
Wilsonianismo o wilsoniano son palabras utilizadas para describir un determinado tipo de perspectivas ideológicas en política exterior. El término proviene de la ideología del presidente estadounidense Woodrow Wilson, y sus famosos Catorce Puntos que a su juicio, ayudarían a crear la paz mundial si se aplican.
Principios comunes que a menudo se describen como "wilsonianos" incluyen:
- La promoción de la libre determinación de los grupos étnicos.
- Promoción de la propagación de la democracia.
- Lucha contra el aislacionismo, a favor de la intervención externa para ayudar a crear paz y/o propagar la libertad.

En EE. UU. el ex secretario de Estado Henry Kissinger describió una vez la elaboración de política exterior de los EE. UU. como un conflicto entre wilsonianos y jacksonitas; siendo estos últimos aislacionistas seguidores de la ideología del expresidente Andrew Jackson.
El legado del presidente Wilson en el intervencionismo interno es a veces también denominado wilsonianismo. Sin embargo, no es tan común.

## Crítica
Los críticos antiimperialistas del concepto de "idealismo wilsoniano" dicen que Wilson solo quería libre determinación étnica y democracia en los países europeos que estaban bajo el control de los rivales de Estados Unidos, mientras que en otros lugares tales principios fueron ignorados. Críticos modernos, como los paleoconservadores y otros aislacionistas, sostienen que los principios son excesivamente "idealistas" y pueden dar lugar a innecesarias intervenciones militares, poniendo en peligro vidas en nombre de conceptos abstractos en lugar de amenazas directas.